# Дюк Блю Девілз
«Дюк Блю Девілз» (англ. Duke Blue Devils) — чоловіча баскетбольна команда університету Дьюка виступає в 1-му дивізіоні чемпіонату NCAA, у конференції Атлантичного узбережжя. "Блю Девілз" — 5-кратні чемпіони NCAA, останній раз вони здобули титул у 2015 році. За кількістю перемог у чемпіонаті «Дюк» поступається лише «УКЛА Брюінз» (11 титулів), «Кентуккі Уайлдкетс» (8) та « Північній Кароліні Тар Хілз », ділячи четверте місце з «Індіаною Хузерс».

## Історія команди
У 1906 році Уилбур Уэйд Кард — спортивний директор університету Дьюка, який на той час називався Трініті коледж – представив громадськості новий вид спорту — баскетбол. 30 січня «Вісник Трініті» надрукував новину про новий спорт на своїй головній сторінці. "Трініті" програли свій перший в історії матч з рахунком 24-10 команді з університету Вейк Форрест. Свій перший титул «Трініті» вибороли у 1920 році, вигравши чемпіонат штату Північної Кароліни. У 1920-х роках навчальний заклад змінив свою назву на «Університет Дьюка» .
У 1970 році «Дьюк» здобув свою 1000-у перемогу, став восьмим університетом, який досяг цього показника. Білл Фостер — головний тренер "Блю Девілз", який привів команду до фіналу NCAA 1978 року, де вона поступилася "Кентаккі Уайлд Кетс" .
Майк Кшижевський очолив команду у 1980 році. При ньому «Дьюк» 11 разів виходив у «Фінал чотирьох NCAA» та 5 разів ставав чемпіоном NCAA. З ним команда здобула понад 900 перемог у чемпіонаті, що є рекордом серед чинних тренерів команд NCAA.

## Історія назви
Під час Першої світової війни у французькій армії діяло підрозділ під назвою «Альпійські стрілки», він також був відомий під прізвиськом «Сині дияволи» ( фр. «les Diables Bleus» абоангл. «Blue Devils» ). Вони були відомі своєю хоробрістю та відвагою, коли США вступило у війну, американські солдати були вражені гарною формою синього кольору, яку вони носили. Історії про цей цікавий підрозділ поширилися США. У вересні 1921 року на сторінках «Вісника Трініті» розпочалася кампанія, присвячена вибору імені для футбольної команди. Адміністрація навчального закладу хотіла добитися негайного впізнавання нового імені, щоб воно одразу було у всіх на вустах. Кандидатами були: "Блю Тайтанс" (англ. «Blue Titans» ), "Блю Іглз" (англ. «Blue Eagles» ), "Полар Беарз" (англ. «Polar Bears» ), "Блю Девілз" (англ. «Blue Devils» ), "Ройал Блейзес" (англ. «Royal Blazes» ) і "Блю Уорріорз" (англ. «Blue Warriors» ). Варіант "Девілз" не виграв з явною перевагою — багатьом не подобалася ця назва з релігійних міркувань. У результаті редактори «Вісника Трініті» дійшли висновку, що вони називатимуть команду ім'ям кандидата, який набрав найбільшу кількість голосів, а ним став «Блю Девілз». У перший сезон навіть чирлідерки не називали команду обраним ім'ям, але газета вперто продовжувала друкувати «Блю Девілз» і назва прижилася  .

## Діючі гравці, що виступають у НБА
- Кайрі Ірвінг
- Джей Джей Редік
- Остін Ріверс
- Джабарі Паркер
- Брендон Інгрем
- Джейсон Тейтум
- Зайон Вільямсон
- Ар Джей Барретт
- Кемерон Реддіш

## Досягнення
- Чемпіон NCAA: 1991, 1992, 2001, 2010, 2015
- Фіналіст NCAA: 1964, 1978, 1986, 1990, 1994, 1999
- Півфіналіст NCAA: 1963, 1964, 1966, 1978, 1986, 1988, 1989, 1990, 1991, 1992, 1994, 1999, 2001, 2004, 201
- Чвертьфіналіст NCAA: 1960, 1963, 1964, 1966, 1978, 1980, 1986, 1988, 1989, 1990, 1991, 1992, 1994, 1998, 2
- 1/8 NCAA: 1960, 1963, 1964, 1966, 1978, 1980, 1986, 1987, 1988, 1989, 1990, 1991, 1992, 0, 0 0, 2009, 2010, 2011, 2013, 2015, 2016, 2018, 2019
- Участь у NCAA: 1955, 1960, 1963, 1964, 1966, 1978, 1979, 1980, 1984, 1985, 1986, 1987, 9, 9, 9, 9, 9, 9 2000, 2001, 2002, 2003, 2004, 2005, 2006, 2007, 2008, 2009, 2010, 2011, 2016, 2
- Переможці турніру конференції: 1938, 1941, 1942, 1944, 1946, 1960, 1963, 1964, 1966, 1978, 1980, 1986, 1988, 1992, 00, 2, 0, 2, 0 2011, 2017, 2019
- Переможці регулярного чемпіонату конференції: 1940, 1942, 1943, 1954, 1958, 1963, 1964, 1965, 1966, 1979, 1986, 1991, 1992, 1994, 19, 2, 9